# Neamia articycla
Neamia articycla är en fiskart som beskrevs av John Fraser och Allen 2006. Neamia articycla ingår i släktet Neamia och familjen Apogonidae. Inga underarter finns listade i Catalogue of Life.